# اريك راميريز
اريك راميريز (بالإسبانية: Eric Ramírez) (21 سبتمبر 1996 في الأرجنتين - ) هو لاعب كرة قدم أرجنتيني في مركز الهجوم. لعب مع جيمناسيا لابلاتا.

## وصلات خارجية
- اريك راميريز على موقع قاعدة بيانات كرة القدم.إي يو (الإنجليزية)
- اريك راميريز على موقع Soccerway.com (الإنجليزية)